# Arhitectura barocă

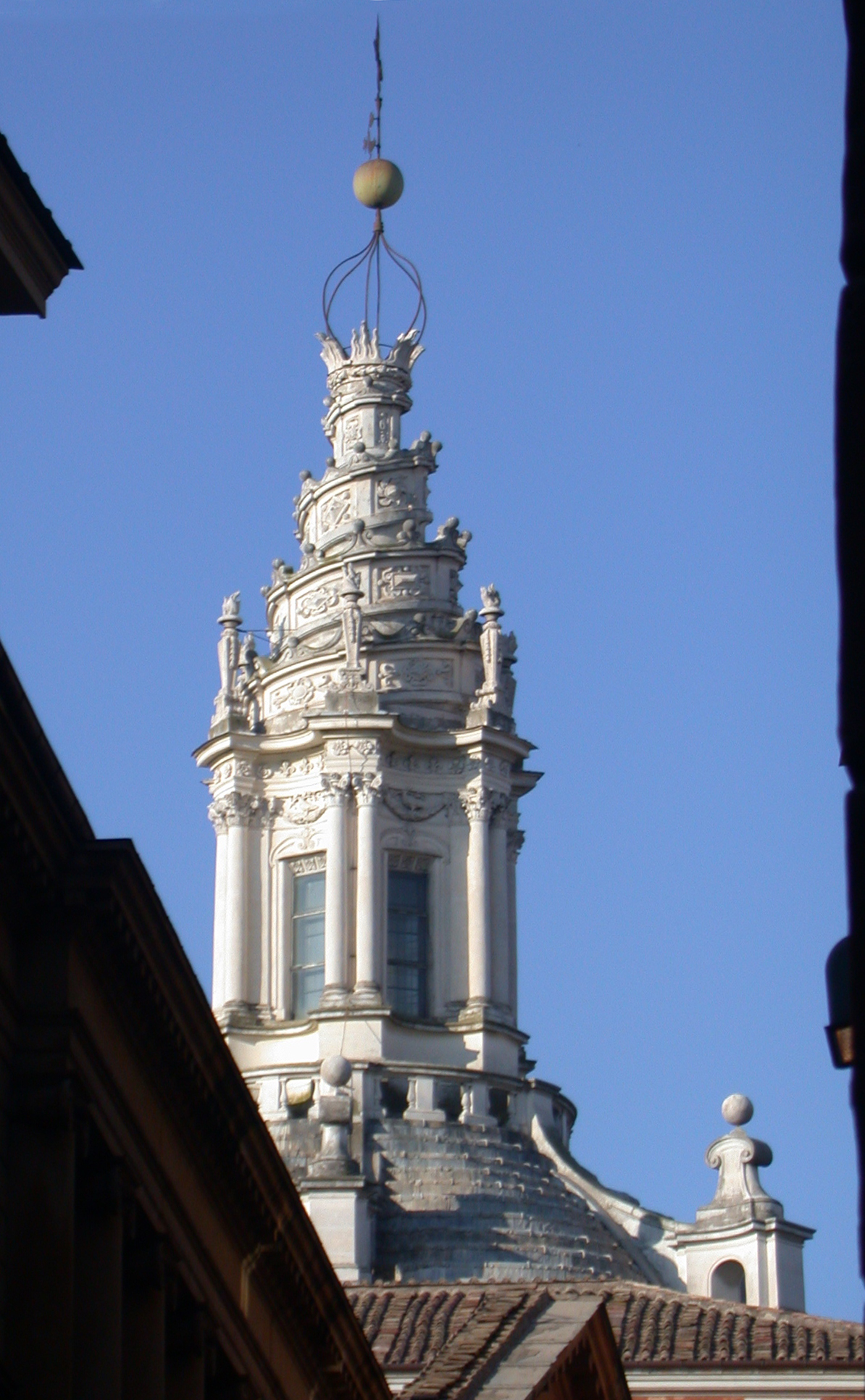
Biserica Sant'Ivo alla Sapienza din Roma, în stil baroc

Arhitectura barocă este un stil arhitectural predominant al secolelor al XVII-lea și al XVIII-lea, a derivat din renașterea manieristă și a evoluat ulterior în rococo, având o ultimă "zvâcnire" de orgoliu ca neo-baroc, înainte ca neoclasicismul să îl eclipseze aproape în totalitate.  A mai cunoscut o renaștere târzie, la sfârșitul secolului al XIX-lea în Banat, Transilvania și Rusia.
Teatral și exuberant, barocul a exprimat triumful statului și al bisericii, dar și al burgheziei seculare.  Formele convexe și concave, iluziile optice, elipse intersectate în planuri care erau de cele mai multe ori extensii ale tipului centralizat, geometrii complicate și relații între volume de tipuri și mărimi diferite, exagerare emfatică, culori îndrăznețe și multă retorică arhitecturală și simbolică sunt caracteristicile stilului baroc.

## Precursori și caracteristici ale barocului
Ultimele opere din Roma ale lui Michelangelo pot fi considerate precursoare ale arhitecturii baroce, deoarece design-ul Bazilicii Sfântul Petru atinge o unitate colosală, nemaiîntâlnită până la acea vreme. Elevul lui, Giacomo della Porta, a continuat lucrarea la Roma, în special la fațada bisericii iezuite Il Gesu, care a condus la cea mai importantă fațadă de biserică a barocului timpuriu, Santa Suzana a lui Carlo Maderno. În secolul al XVII-lea, stilul baroc s-a răspândit în Europa și America Latină, unde a fost promovat de iezuiți.
Cele mai importante caracteristici ale arhitecturii baroce sunt:
- înlocuirea navelor lungi și înguste cu formele largi și ocazional circulare, eliptice sau curbilinii;
- folosirea într-un mod impresionant a luminii, fie printr-un contrast puternic dintre lumină și umbră sau efecte de clar-obscur, fie prin utilizarea uniformă a luminii cu ajutorul a multiple deschideri și numeroase ferestre;
- folosirea opulentă a ornamentelor, realizată în special din tencuială de stuc, marmură sau imitație de marmură;
- decorarea cu fresce uriașe a tavanelor, dar și a pereților sau a locurilor "tradițional" lăsate neornamentate;
- punerea în evidență a fațadelor prin una sau mai multe proeminențe aranjate simetric sau relativ simetric față de o axă verticală centrală a clădirii;
- utilizarea interiorului în scopul prezentării picturii și sculpturii, în special în barocul târziu, așa numitul "interior carcasă";
- utilizarea pe scară largă a diferite efecte iluzorii, așa cum sunt trompe l'oeil, respectiv folosirea frecventă a amestecului dintre pictură și arhitectură;
- prezența coifurilor de biserici în formă de bulb de ceapă în varietățile barocului bavarez, ceh, polonez și ucrainean etc.

## Barocul în Roma și sudul Italiei
Arhitectura religioasă a perioadei Baroce a început prin modelul bazilicii cu cupolă și naos în formă de cruce. Printre primele structuri din Roma care s-au desprins de convențiile manieriste, exemplificate prin Il Gesù, se numără și biserica Santa Susanna, proiectată de Carlo Maderno și construită între anii 1597-1603. Ritmul dinamic al coloanelor și pilaștrilor, masa centrală și decorațiunile condensate și proeminente adaugă complexitate structurii. Există un joc cu regulile design-ului clasic, dar se păstrează rigoarea.
Același accent pe plasticitate, continuitate și efecte impresionante este evident și în opera lui Pietro da Cortona, ilustrată de bisericile San Luca e Santa Martina (1635) și Santa Maria della Pace (1656). Cea din urmă, cu aripile concave separate, pentru a simula un decor teatral, înaintează spre o mică piațetă din fața ei. Alte ansambluri din Roma sunt de asemenea scăldate într-un caracter teatral, dominând împrejurimile orașului ca un decor.
Piața Sfântul Petru, cu forma ei trapezoidală, este probabil cel mai bun exemplu al acestei abordări, fiind calificată ca o capodoperă a teatrului Baroc. Forma pieței este dată de două colonade, proiectate de Gian Lorenzo Bernini (Napoli 1598 - Roma 1680),  la o scară colosală, fară precedent, pentru a inspira respect. Proiectul preferat de Bernini a fost ovalul policrom al bisericii Sant'Andrea al Quirinale (1658), care prin altarul semeț și domul plutitor furnizează o mostră a noii arhitecturi. Ideea sa de reședință urbană barocă este reprezentată de Palazzo Barberini (1629) si Palazzo Chigi-Odescalchi (1664), ambele din Roma.
Principalul rival al lui Bernini din capitala papală a fost Francesco Borromini, ale cărui proiecte se abat de la compoziția comună a lumii antice și chiar mai puternic de la cea a Renașterii. Proclamat de generațiile următoare un revoluționar al arhitecturii, Borromini dezaproba abordarea antropomorfică a arhitecturii secolului al XVI-lea, bazându-și proiectele pe figuri geometrice complexe (module). Spațiul arhitectural creat de Borromini se dilată și se contractă după nevoie, demonstrând o afinitate pentru stilul târziu al lui Michelangelo. Opera sa reprezentativă este minuscula biserică San Carlo alle Quattro Fontane (1638-41), remarcată prin planul oval ondulat și ritmurile complexe convex-concav. Sant'Ivo alla Sapienza (1642-60), o creație mai târzie, etalează aceeași inventivitate jucăușa și antipatie față de suprafețele plate, exemplificat prin lanternoul în formă de spirală al domului.
După moartea lui Bernini (1680), Carlo Fontana a devenit cel mai de vază arhitect din Roma. Stilul său timpuriu este exemplificat de  fațada ușor concavă a bisericii San Marcello al Corso (1682-63). Abordarea solemnă a lui Fontana, deși lipsită de inventivitatea uimitoare a predecesorilor din Roma, a exercitat o influență substanțială asupra arhitecturii baroce și prin însemnările prolifice și prin arhitecții pe care îi îndrumase care au răspândit idiomurile Baroce în Europa secolului al XVIII-lea. În acest secol capitala europeană a arhitecturii s-a mutat de la Roma la Paris.  Stilul Rococo, care a înflorit în Roma după anii 1720, a fost influențat profund de ideiile lui Borromini. Cei mai talentați arhitecți ai Romei - Francesco de Sanctis (Scara Spaniolă, 1723) și Filippo Raguzzini (Piazza Sant'Ignazio, 1727) - au avut o slabă influență în afara țării lor, la fel ca reprezentanții barocului sicilian, inclusiv Giovanni Battista Vaccarini, Andrea Palma și Giuseppe Venanzio Marvuglia.
Ultima etapă a arhitecturii baroce în Italia este exemplificată de Palatul Caserta, al lui Luigi Vanvitelli, considerată drept cea mai mare clădire construită în secolul al XVIII-lea în Europa. Urmând modelele contemporane din Franța și Spania, palatul este într-o relație strânsă cu peisajul. La Napoli și la Caserta, Vanvitelli se conformează stilului clasic sobru, concentrându-se simultan asupra esteticii și structurii, stil care va face o tranziție ușoară spre Neoclasicism.

## Barocul în nordul Italiei
Monarhii din casa de Savoy erau foarte receptivi la noul stil. Aceștia au angajat trei arhitecți faimoși — Guarino Guarini, Filippo Juvarra și Bernardo Vittone — pentru a le ilustra grandioasele ambiții politice și proaspăt dobânditul statut regal.
Guarini era un călugăr peripatetic care a combinat concepții multiple (inclusiv ale arhitecturii gotice) pentru a crea structuri neregulate remarcabile prin coloanele ovale și fațadele neconvenționale. Plecând de la descoperirile geometriei și stereotomiei contemporane, Guarini a elaborat conceptul de architectura obliqua, care se apropie de cutezanța teoretică și structurală a stilului lui Borromini. Palatul Carignano (1679), proiectat de Guarini, este probabil cea mai încărcată aplicare a Barocului în designul unei   case particulare.
Stilul Rococo a fost anticipat de arhitectul Juvarra prin detaliile lipsite de greutate și perspectivele delicate. Deși creația sa nu se limitează la orașul Torino, cele mai uluitoare proiecte ale lui Juvarra au fost concepute pentru Victor Amadeus al II-lea al Sardiniei. Impactul vizual al Basilicii di Superga (1717) provine din linia plutitoare a acoperișului și a amplasării ingenioase pe un deal deasupra orașului Torino. La castelul de vânătoare Stupinigi (1729) peisajul rustic încuraja o articulare mai liberă a formei arhitecturale. Ultimele lucrări din cariera scurtă, dar plină de evenimente, a lui Juvarra au fost palatele regale de la Aranjuez și La Granja.
Dintre cei influentați de Juvara și Guarini cel mai important a fost Bernardo Vittone. Acest arhitect din regiunea Piemonte rămâne cunoscut pentru bisericile Rococo flamboiante, cu detalii delicate și plane cu patru lobi.

## Barocul în Franța

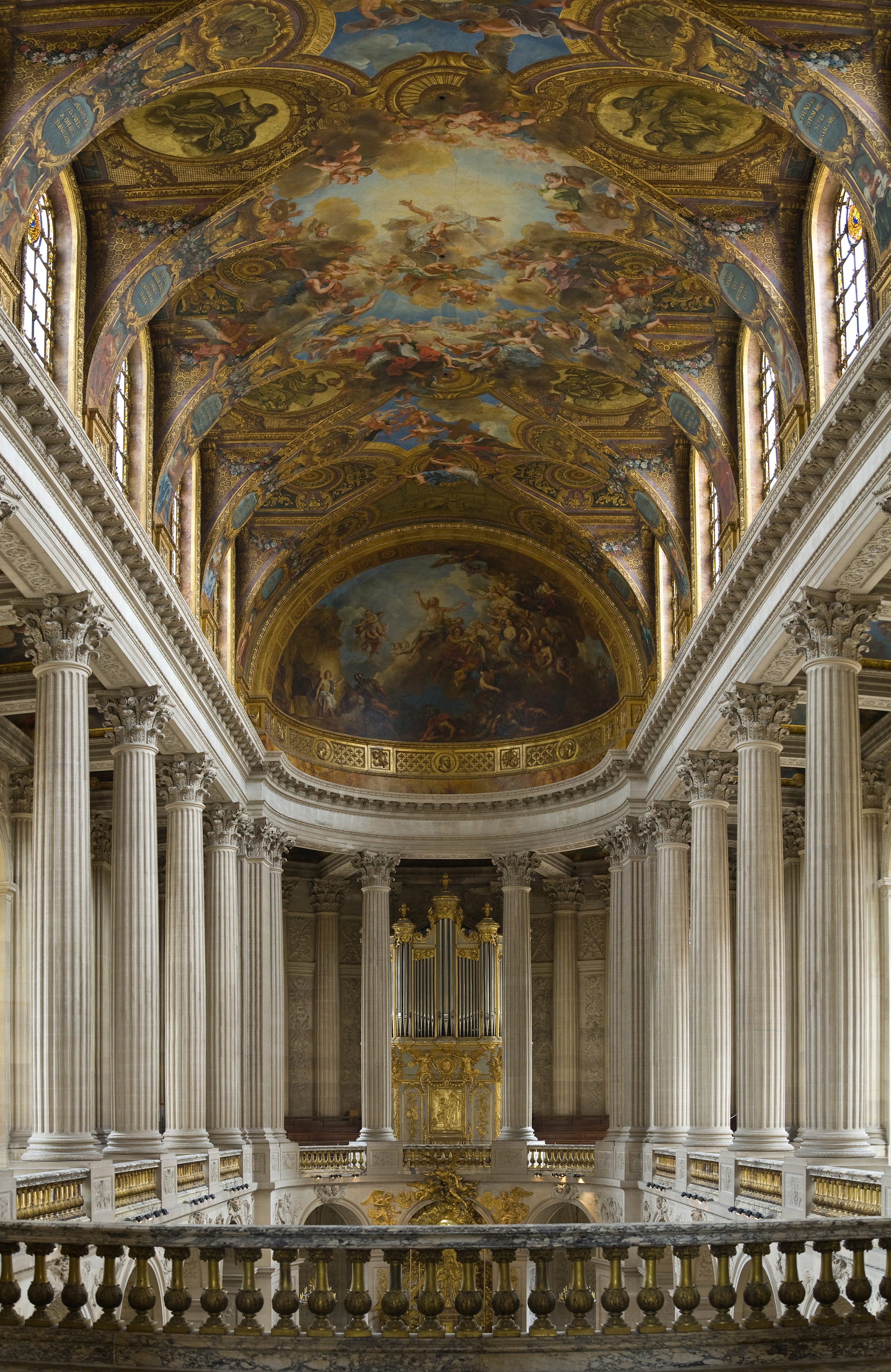
Panoramă verticală a Capelei Regale de la Palatul Versailles.

Centrul arhitecturii seculare baroce a fost Franța, unde modelul palatului cu trei aripi a fost stabilit ca soluție canoică la începutul secolului al XVI-lea. Palatul Luxembourg (1615-1620) al lui Salomon de Brosse a determinat direcția sobră și clasicizantă a barocului francez. Pentru prima oară, corpurile logiilor au fost considerate ca parte reprezentativă a unei clădiri, în timp ce aripile laterale au fost tratate cu inferioritate ierarhică. Turnul medieval a fost înlocuit complet de proeminența centrală a unui portal.
Amestecul de elemente tradiționale franceze cu cele de stil italian ale lui de Brosse au caracterizat stilul Louis al XIII-lea. Probabil că cel care a exprimat cel mai bine noua manieră a fost François Mansart, un perfecționist neobosit, care se consideră a fi cel care a introdus în întregime barocul in. În proiectul său pentru Maison-Laffitte (1642), Mansart a reușit să împace concepțiile academice și baroce, demonstrând totodată și respect pentru manierismul gotic francez moștenit.
Maison-Laffitte ilustrează continua tranziție de la castelul post-medieval al secolului al XVI-lea la vila-casă de vacanță a secolului XVIII. Structura este simetrică, cu ordine diferite aplicate pe fiecare etaj, în general în forma pilaștrilor. Frontispiciul, acoperit cu un acoperiș înalt, are o plasticitate remarcabilă, tot ansamblu se poate citi astfel ca un întreg tri-dimensional. Întreaga structură este lipsită de efectul decorațiilor excesive, atât de tipic Romei contemporane. Influența barocului italian este redusă în domeniul ornamentației decorative.
Următorul pas în dezvoltarea arhitecturii rezidențiale în Euroapa a implicat integrarea grădinilor în compozițiile palatelor, așa cum este la Vaux-le-Vicomte (1656-1661), unde arhitectul Louis Le Vau, designer-ul Chales Le Brun și grădinarul André Le Nôtre s-au completat unul pe celălalt. De la principala cornișă la plinta joasă, palatul miniatural este îmbrăcat în așa numitul "ordin colosal", care face ca structura să pară mai impresionantă decât Maison-Laffitte și alte palate recente. Colaborarea creativă dintre Le Vau  și Le Nôtre a marcat începutul "Manierei Magnifice" care permitea extinderea arhitecturii baroce în afara pereților palatului și transformarea peisajului înconjurător într-un mozaic de priveliști exubernte.
Tot acești trei artiști au adus acest concept la scară monumentală la conacul de vânătoare și mai târziu reședința de la Versailles (1661-1690). La o scară mult mai mare, palatul este o dezvoltare excesivă și întrucâtva repetitivă a palatului Vaux-le-Vicomte. A fost cea mai grandioasă și cea mai imitată clădire de reședință din secolul al XVII-lea. Castelul Mannheim, Castelul Nordkirchen și Castelul Drottningholm au fost printre reședințele străine pentru care Versailles le-a stat ca model.
Ultima extensie a Versaille-lui a fost supravegheată de Jules Hardouin-Mansart, al cărui proiect cheie este Dome des Invalides (1676-1706), considerată cea mai importantă biserică franceză a secolului. Hardouin-Mansart a profitat de instruirea și planurile unchiului său și a imprimat bisericii o grandoare imperială nemaintâlnită in țările din nordul Italiei. Maiestuosul dom semisferic echilibrează viguroasa verticalitate a ordinelor, care nu exprimă structura interioară. Tânărul arhitect nu numai că a reactualizat armonia și echilibrul lucrărilor bătrânului Mansart dar a și dat tonul barocului târziu francez în arhitectură.
Domnia lui Louis al XIV-lea a fost martora unei reacții împotriva stilului oficial Louis XIV sub forma unei maniere mai delicate și  mai intime cunoscută cu denumirea de Rococo. Cel care a pus bazele acestui stil a fost Nicolas Pineau, care a colaborat cu Hardouin-Mansart la interiorul din Château de Marly. Elaborat în continuare de Pierre Le Pautre și Juste-Aurele Meissonier, stilul a culminat cu interioarele din Petit Château din Chantilly (c. 1722) și Hôtel de Soubise din Paris (c. 1732), unde accentele pe linia curbă, care erau la modă, depașesc normele, în timp ce împărțirile arhitecturale ale interiorului erau umbrite de sculpturi, picturi, mobilă și porțelanuri.